# Fatma Girik
Fatma Girik (* 12. Dezember 1942 in Istanbul; † 24. Januar 2022 ebenda) war eine türkische Schauspielerin und Politikerin.

## Leben und Karriere
Girik wurde 1942 in Istanbul geboren. Sie absolvierte das „Cağaloğlu Kiz Lisesi“ in Istanbul. Ihren ersten Auftritt vor der Kamera hatte sie in Günahkar Baba von Arshavir Alyanak. Nach einigen kleinen Rollen übernahm sie eine Hauptrolle in Leke von Seyfi Havaeri. Drei Jahre später wurde sie ein angesehener Filmstar mit ihrer Hauptrolle in Ölüm Peşimizde von Memduh Ün. Sie spielte die Hauptrolle in über 180 Filmen. Später ging sie in die Politik und wurde 1989 für die SHP Bürgermeisterin des Bezirks Şişli in Istanbul. Dieses Amt übte sie bis 1994 aus.
Fatma Girik verstarb am 24. Januar 2022 im Alter von 79 Jahren an den Folgen einer COVID-19-Infektion.

## Filmografie (Auswahl)
- 1954: İstiklal Uğrunda
- 1956: Yetimler Ahı
- 1957: Memiş İş başında
- 1957: Leke
- 1958: Murada Ereceğiz
- 1958: Memiş Gangsterler Arasında
- 1958: Gönülden Ağlayanlar
- 1959: Talihsizler
- 1959: Sevdalı Gelin
- 1959: Ömrümün Tek Gecesi
- 1959: Eceline Susamışlar
- 1959: Çakır Emine’m
- 1959: Bağrıyanık
- 1960: Vatan ve Namus
- 1960: Üsküdar İskelesi
- 1960: Telli Kurşun
- 1960: Ölüm Peşimizde
- 1960: Kaldırım Çocuğu Kopuk
- 1960: Fakir Şarkıcı
- 1960: Civanmert
- 1960: Cici Kâtibem
- 1960: Aşk Hırsızı
- 1960: Aliii
- 1960: Çapkın Hırsız
- 1961: Seviştiğimiz Günler
- 1961: İki Damla Gözyaşı
- 1961: Duvaksız Gelin
- 1961: Boş Yuva
- 1961: Avare Mustafa
- 1961: Mahalleye Gelen Gelin
- 1962: Sokak Kızı
- 1962: Küçük Beyefendi
- 1962: Kısmetin En Güzeli
- 1962: Günahsız Aşıklar
- 1962: Fosforlu Oyuna Gelmez
- 1962: Fatoş'un Bebekleri
- 1962: Erkeklik Öldü Mü Atıf Bey?
- 1962: Çöpçatan
- 1962: Belalı Torun
- 1962: Cengiz Han’ın Hazineleri
- 1963: Zoraki Milyoner
- 1963: Zifaf Gecesi
- 1963: Yavaş Gel Güzelim
- 1963: Yaralı Aslan
- 1963: Katır Tırnağı
- 1963: Hop dedik
- 1963: Bulunmaz Uşak
- 1963: Bir Hizmetçi Kızın Hatıra Defteri
- 1963: Bire On Vardı
- 1963: Bazıları Dayak Sever
- 1963: Barut Fıçısı
- 1963: Badem Şekeri
- 1963: Kiralık Koca
- 1964: Tophaneli Osman
- 1964: Tatlı Sert
- 1964: Öpüşmek Yasak
- 1964: Öp Annenin Elini
- 1964: Muhteşem Serseri
- 1964: Köye Giden Gelin
- 1964: Koçum Benim
- 1964: Kırk Küçük Anne
- 1964: Kimse Fatma Gibi Öpemez
- 1964: Keşanlı Ali Destanı
- 1964: Halk Çocuğu
- 1964: Galatalı Fatma
- 1964: Fatoş’un Fendi Tayfur’u Yendi
- 1964: Beş Şeker Kız
- 1964: Varan Bir
- 1964: Hizmetçi Dediğin Böyle Olur
- 1964: Kanun Karşısında
- 1965: Yıldız Tepe
- 1965: Üç Kardeşe Bir Gelin
- 1965: Sevişmek Yasak
- 1965: Severek Ölenler (Kartalların Öcü)
- 1965: Seveceksen Yiğit Sev
- 1965: Şenol Birol Gool
- 1965: Şeker Hafiye
- 1965: Şeker Gibi Kızlar
- 1965: Kumarbaz
- 1965: Korkunç İntikam
- 1965: Hırsız
- 1966: Bir Garip Adam
- 1966: Altın Şehir
- 1966: Yiğitler Ölmezmiş
- 1966: Seni Bekleyeceğim
- 1966: Ölüm Temizler
- 1966: Kucaktan Kucağa
- 1966: Kolsuz Kahraman
- 1966: Karakolda Ayna Var
- 1966: Koca Yusuf
- 1966: Hedef Ankara
- 1966: Fakir Çocuklar
- 1966: Fabrikanın Şoförü
- 1966: Ben Bir Sokak Kadınıyım
- 1966: Bana Bela Derler
- 1966: Avare Kız
- 1966: Aşkın Kanunu
- 1966: Allahaısmarladık Yavrum
- 1966: Namusum İçin
- 1967: Zilli Nazife
- 1967: Ya Sev Ya Öldür
- 1967: Yaprak Dökümü
- 1967: Son Gece
- 1967: Ömre Bedel Kız
- 1967: Kız Kolunda Damga Var
- 1967: Kiralık Kadın
- 1967: Karakolda Ayna Var
- 1967: Hırsız Prenses
- 1967: Dolmuş Şoförü
- 1967: Ayşecik (Canım Annem)
- 1967: Ağa Düşen Kadın
- 1967: Sürtüğün Kızı
- 1968: Vuruldum Bir Kıza
- 1968: Ezo Gelin
- 1968: Öksüz
- 1968: Nilgün
- 1968: Köroğlu
- 1968: Çöl Kartalı Şeyh Ahmet
- 1968: Ana Hakkı Ödenmez
- 1969: Vatan ve Namık Kemal
- 1969: Menekşe Gözler
- 1969: Erkek Fatma
- 1969: Büyük Yemin
- 1969: Boş Beşik
- 1970: Sevenler Ölmez
- 1970: Şoför Nebahat
- 1970: Meçhul Kadın
- 1970: Ham Meyva
- 1970: Duyduk Duymayın Demeyin
- 1970: Yarın Son Gündür
- 1971: Solan Bir Yaprak Gibi
- 1971: Satın Alınan Koca
- 1971: Önce Sev Sonra Öldür
- 1971: Mualla
- 1971: Mahşere Kadar
- 1971: Kerem ile Aslı
- 1971: İki Ruhlu Kadın
- 1971: Acı
- 1971: Namus
- 1971: Murat ile Nazlı
- 1972: Leyla ile Mecnun
- 1973: Toprak Ana
- 1973: Ezo Gelin
- 1973: Kızgın Toprak
- 1973: Kambur
- 1973: Gönülden Yaralılar
- 1973: Dağdan İnme
- 1974: Önce Vatan
- 1974: Kuma
- 1974: Kara Peçe
- 1975: Ağrı Dağı Efsanesi
- 1977: Ölmeyen Şarkı
- 1977: Meryem ve Oğulları
- 1977: Hatasız Kul Olmaz
- 1977: İntikam Meleği (Kadın Hamlet)
- 1978: Yaşam Kavgası
- 1978: Gelincik
- 1981: Kanlı Nigar
- 1982: Kaçak
- 1982: Gülsüm Ana
- 1984: Postacı
- 1984: Nefret
- 1985: Yılanların Öcü
- 1987: Japon İşi
- 1989: Namusun Bedeli
- 1990: Gün Ortasında Karanlık
- 2005: Sinema Bir Mucizedir / Büyülü Fener